# Carmanova, Stînga Nistrului
Carmanova (în germană Neudorf și în română Neidorf) este satul de reședință al comunei cu același nume din Unitățile Administrativ-Teritoriale din Stînga Nistrului (Transnistria), Republica Moldova. 
Satul a fost fondat de germanii pontici.

## Istorie
Prima mențiune documentară a satului (sub numele Neudorf) datează din 1806. În 1814, colonia germană avea 99 de gospodării cu 1.690 de locuitori, o biserică luterană și o școală primară.
Până la împlinirea a 100 de ani de la înființare, în 1906, satul avea 323 de gospodării și 1951 de locuitori. În anii 1930, aici a fost organizată o fermă colectivă numită „Karl Liebknecht”.
În 1946, prin decizia autorităților sovietice, satul a fost redenumit în denumirea actuală.
În 1949 populația era de 1.668 de persoane. Fosta fermă colectivă a fost reorganizată în ferma de stat „Grigoriopol”. Aici s-a deschis un colegiu veterinar zootehnic, care forma specialiști de nivel mediu în domeniul zootehnic.
În sat activează o școală secundară, biblioteci, o farmacie, un centru comunitar, o grădiniță, un oficiu poștal și mai multe magazine.